# Darcy Lever
Darcy Lever – wieś w Anglii, w hrabstwie ceremonialnym Wielki Manchester, w dystrykcie metropolitalnym Bolton. Leży 16 km na północny zachód od centrum miasta Manchester.